# Dattelzwetschge
Die Dattelzwetschge, auch Ungarische Zwetsche, Türkische Zwetsche, Österreichische Pflaume, Säbelpflaume, Rösser genannt, ist eine der zahlreichen Zwetschgensorten. Zwetschgensorten mit extrem langgezogenen Früchten bezeichnet man ihrer Form wegen als Dattelzwetschgen. Die Früchte sind mittelgroß bis klein, gegen beide Enden stark zugespitzt, besonders länglich und schmal sowie leicht gebogen wie ein Säbel.
Vom Landesverband für Obstbau, Garten und Landschaft Baden-Württemberg  wurde die Dattelzwetschge 2003 zur Streuobstsorte des Jahres ernannt, um auf den Rückgang dieser Kulturpflanze aufmerksam zu machen. Sie war einst in ganz Mitteleuropa häufig zu finden, ist jedoch heute stark rückläufig, da die Früchte für den kommerziellen Handel zu klein sind. Im Raum Tübingen wird sie jedoch noch immer auf den Obstmärkten angeboten. Als weiterer Grund dafür, dass sie für den gewerbsmäßigen Anbau nicht sonderlich geeignet sei, wird angeführt, dass sie nicht lagerfähig sei.
Die Dattelzwetschge zählt zu den alten Zwetschgensorten. Sie wurde schon 1776 von Johann Prokop Mayer in seinem dreibändigen Lehrbuch zur Obstsortenkunde Pomona Franconica beschrieben, das mit botanischen Buchillustrationen des Nürnbergers Wolfgang Adam versehen war. Dort findet sich von ihr außerdem auch eine erste Abbildung.
Die Dattelzwetschge stammt wahrscheinlich aus Ungarn oder der Türkei. Von der Sorte scheint es unterschiedliche Ausprägungen zu geben: Die Violette und die Rote Dattelzwetschge gleichen sich in ihrer Form, sie unterscheiden sich jedoch etwas durch die Fruchtfarbe und ihre Reifezeit. Der Zuckergehalt liegt bei 16 % (60–70 Grad Öchsle). Als Neuzüchtung unter Verwendung alter Obstsorten findet außerdem die Bayerische Dattelzwetschge Erwähnung: „Ihre hübsche, sonnenseits rot gepunktete Schale erinnert an Mirabellen.“
Zur Erntezeit von Dattelzwetschgen finden sich verschiedene Angaben. Die meisten Sorten dürften Anfang bis Mitte August reifen. Johann Prokop Mayer, der sich auf die im Würzburger Hofgarten kultivierten Pflanzen bezog, schrieb sogar von Mitte Juli. Der BUND Lemgo gibt für die violette Dattelzwetschge Mitte September an, und ein kommerzieller Anbieter nennt für eine veredelte Pflanze sogar Oktober.
Schon Johann Prokop Mayer schätzte diese Frühsorte: „Das Fleisch ist goldgelb, vest [sic], süß, von reizendem Geschmack, und löset sich vom Stein ab. Diese unter die guten Früchte zu rechnende Pflaume reifet schon in der Mitte des Julius.“ Der Landesverband für Obstbau, Garten und Landschaft in Baden-Württemberg nennt den Geschmack „angenehm und ‚süßweinig‘“, laut Netzwerk Streuobst Filderstadt schmecken die Früchte saftig und aromatisch süß.
Der robuste Baum eignet sich für den Streuobstanbau. Ein spezielles Merkmal besteht darin, dass wurzelechte Bäume gerne viele Ausläufer bilden, sodass ganze Zwetschgenhecken entstehen können.
In Heselwangen, einem Stadtteil von Balingen im Zollernalbkreis, gibt es die Besonderheit, dass dort die Rote Dattelzwetschge (von Einheimischen „Lange Zwetschge“ bzw. „Heselwanger Zwetschge“ genannt) immer noch häufig vorkommt, während ihr Bestand inzwischen im größten Teil von Baden-Württemberg stark zurückgegangen ist.